# Journée révolutionnaire
Une journée révolutionnaire est un épisode historique, durant de quelques heures à parfois plusieurs jours, où se produit une insurrection populaire armée conduisant à un renversement de la politique en cours, voire du pouvoir. Elles sont souvent appelées sous cette forme (journée du 10 août).
Selon Antoine Boulant, les principales journées révolutionnaires de la Révolution française sont :
- la prise de la Bastille, le 14 juillet 1789 ;
- les journées d’octobre 1789 où les femmes de Paris ramènent de force la famille royale de Versailles à Paris ;
- la journée du 20 juin 1792 où le peuple envahit le palais des Tuileries mais qui n'a pas de conséquences politiques ;
- la prise des Tuileries le 10 août 1792 qui aboutit à la chute de la monarchie ;
- les journées du 31 mai et du 2 juin, qui aboutissent à la chute des Girondins ;
- l'invasion de la Convention le 5 septembre 93 qui demande l'instauration de la Terreur ;
- l'insurrection du 12 germinal an III, provoquée par une nouvelle crise frumentaire ;
- l'insurrection du 1er prairial an III en mai 1795 qui tente de faire instaurer la constitution de 1793, les deux dernières étant des échecs.